# Phần mềm ứng dụng
Phần mềm ứng dụng (tiếng Anh: Application software, hay còn được viết tắt là app) là một loại chương trình có khả năng làm cho thiết bị điện tử thực hiện trực tiếp một công việc nào đó người dùng muốn thực hiện. Điều này khác với phần mềm hệ thống tích hợp các chức năng của thiết bị, nhưng có thể không trực tiếp thực hiện một tác vụ nào có ích cho người dùng. Phần mềm ứng dụng chia làm hai loại: Tiện ích và Công cụ
Sự phân biệt giữa phần mềm hệ thống và phần mềm ứng dụng không rõ ràng. Tuy nhiên, đôi khi vấn đề này cũng được tranh cãi. Ví dụ trường hợp Bộ Tư pháp Hoa Kỳ và Microsoft tranh cãi Internet Explorer có phải là một phần của Windows không.
Ví dụ tiêu biểu cho phần mềm ứng dụng là chương trình xử lý văn bản, bảng tính, chương trình giải trí.
Các phần mềm ứng dụng thường được gom lại thành bộ phần mềm. Microsoft Office và OpenOffice.org là những bộ phần mềm gồm có chương trình xử lý văn bản, bảng tính và các phần mềm khác. Các phần mềm riêng biệt trong bộ phần mềm thường có giao diện và tính năng tương tự làm người dùng dễ dàng học và sử dụng. Và các phần mềm thường tương tác được với nhau để đem lại lợi ích cho người dùng. Ví dụ, phần mềm bảng tính có thể nhúng một phần văn bản vào.
Trong một số hệ thống nhúng, người dùng không biết được phần mềm ứng dụng trong hệ thống, như các phần mềm điều khiển thiết bị cơ khí, y tế, DVD, VCD, máy giặt hay lò vi ba.

## Một số loại phần mềm ứng dụng

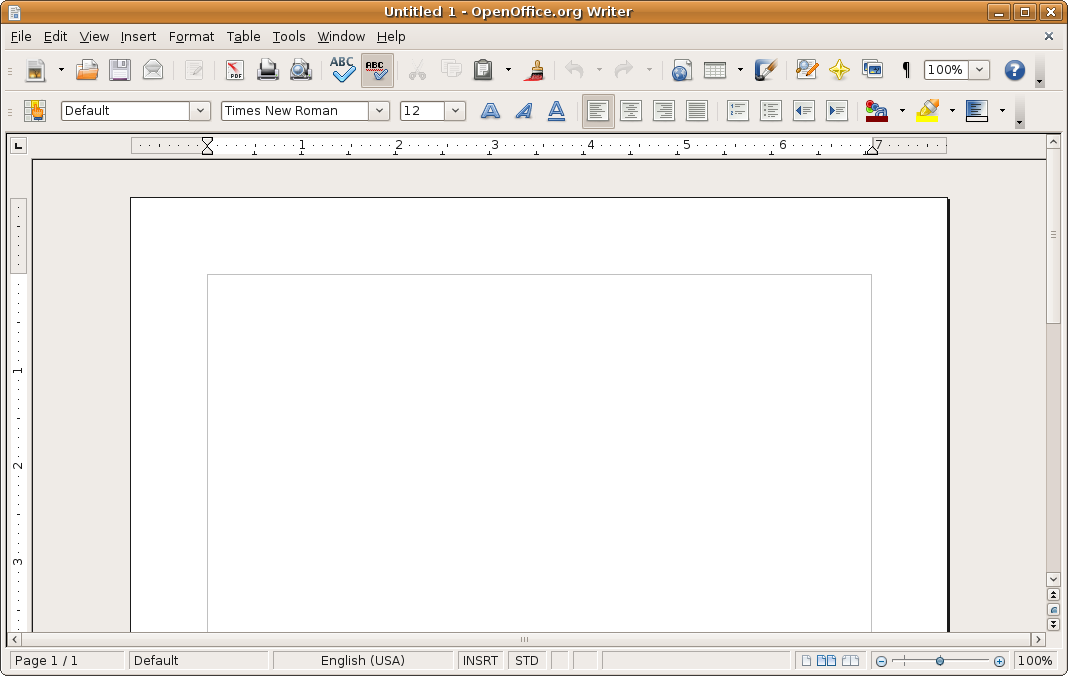
Chương trình xử lý văn bản mã nguồn mở OpenOffice.org

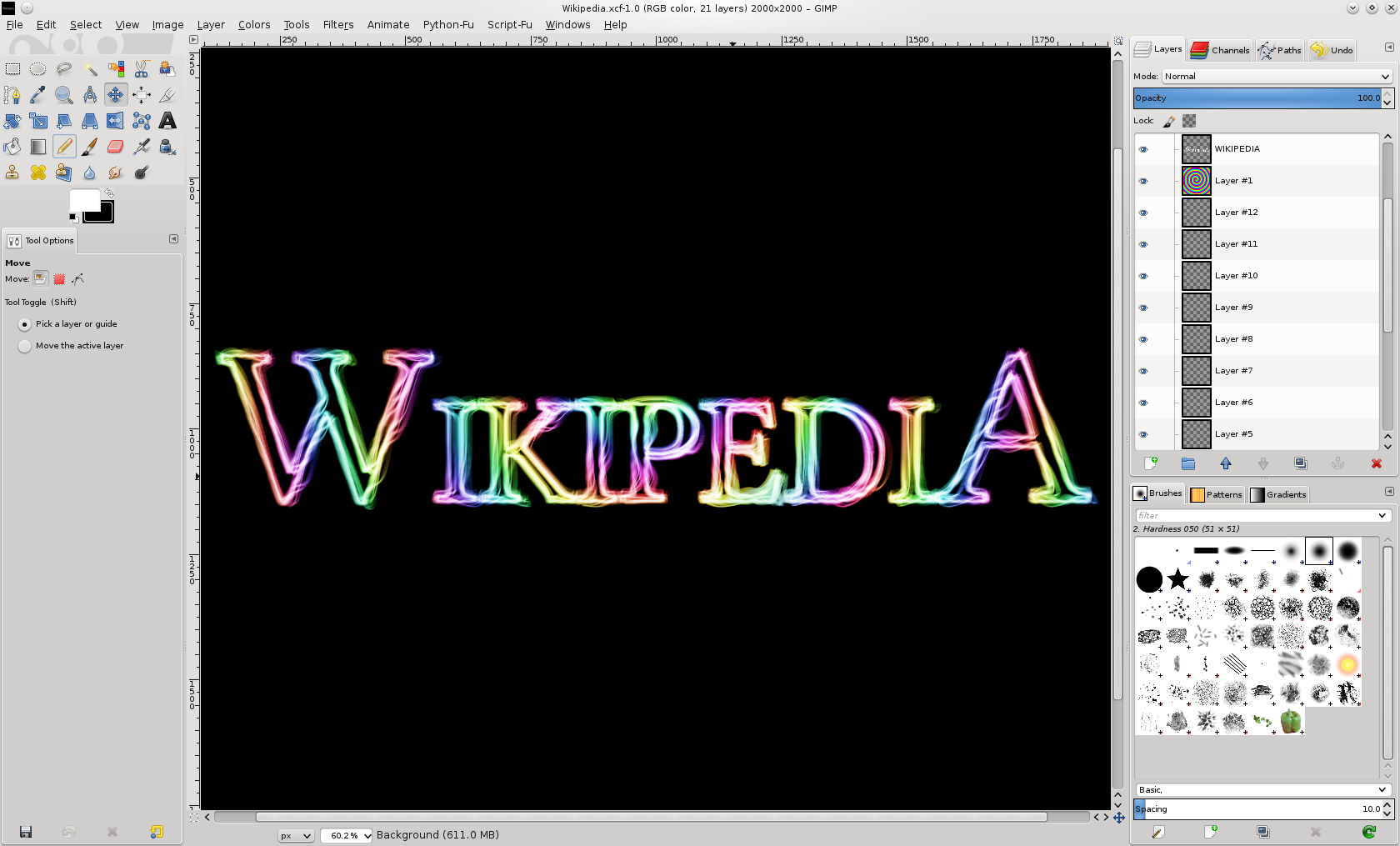
GNU Image Manipulation Program (GIMP), version 2.8, một chương trình miễn phí tạo và xử lý đồ họa

- Phần mềm văn phòng
  - Dữ liệu
  - Tính toán
  - Làm nhóm
  - Biểu mẫu
  - Ghi chú
  - Quản lý
  - Trình diễn
  - Xuất bản
  - Văn bản
  - Giao tiếp
  - Dự án
  - Tạo web
  - Thiết kế
  - Đồ họa
  - Soạn nhạc
- Phần mềm xã hội 
  - Phần mềm giải trí
  - Phần mềm quản lý
- Ứng dụng trên thiết bị di động
- Ứng dụng web